# William Sharpey

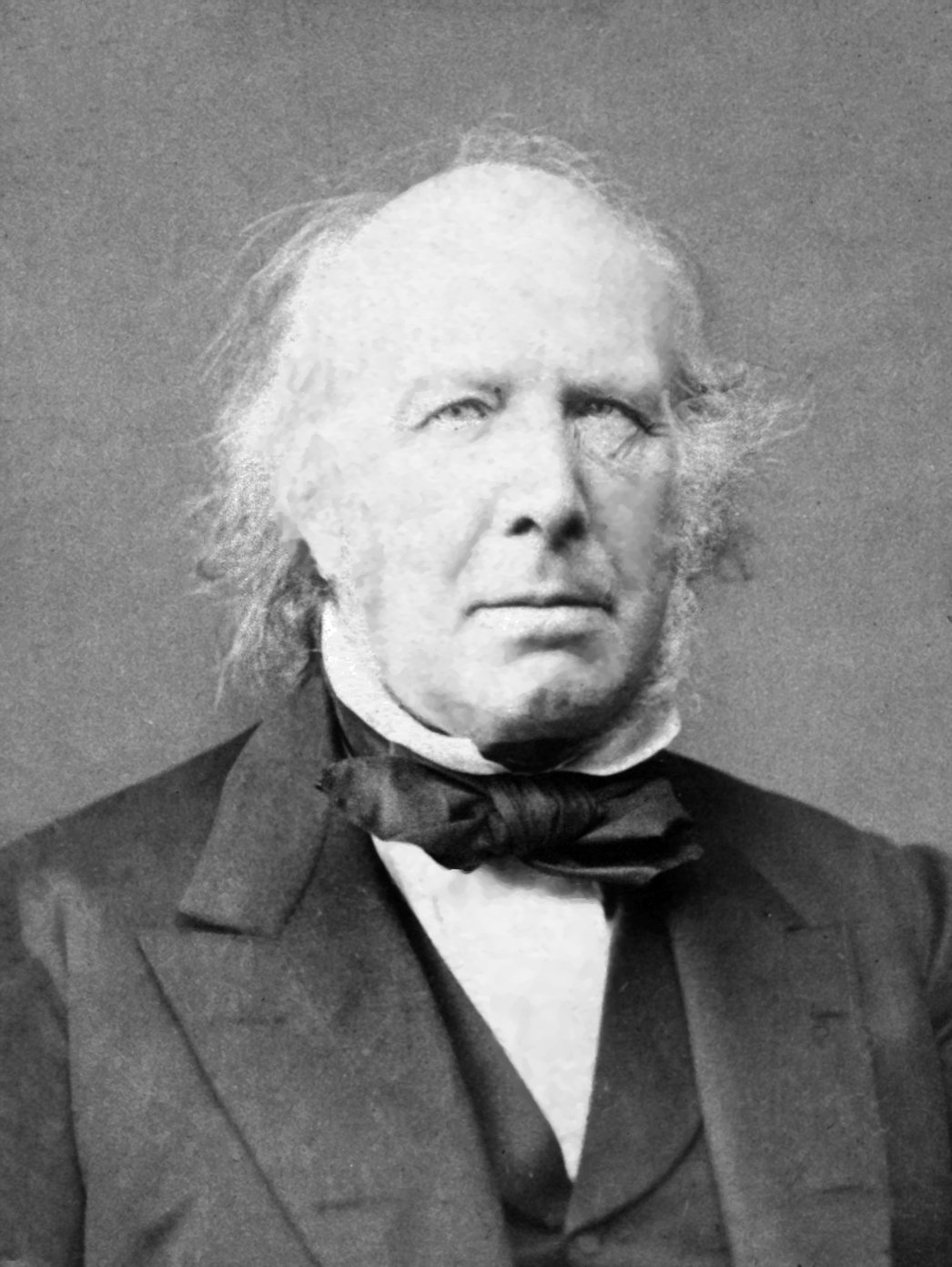
William Sharpey

William Sharpey (1802–1880) est un anatomiste et physiologiste écossais.

## Vie et carrière
William Sharpey est un correspondant et un ami de Charles Darwin. Il contribue aux nombreuses éditions du Quain’s Anatomy et est l'un des secrétaires de la Royal Society. Il est également membre de la Commission de l’Instruction Scientifique et de l’Avancement de la Science, du Sénat de l’Université de Londres et de la Geological Society. En 1874, William Sharpey obtient une retraite de fonctionnaire de la part du gouvernement britannique.

## Terme
« Fibres de Sharpey : fibre qui tient le tissu osseux lamellaire (W. Sharpey, 1846). »
Dorland's Medical Dictionary (1938)